# Smać (Đakovica)
Pour l’article homonyme, voir Smać (Prizren).
Smaq en albanais et Smać en serbe latin (en serbe cyrillique : Смаћ) est une localité du Kosovo située dans la commune/municipalité de Gjakovë/Đakovica, district de Gjakovë/Đakovica (Kosovo) ou de Pejë/Peć (Serbie). Selon le recensement kosovar de 2011, elle compte 435 habitants, tous albanais.
Le village est également connu sous le nom albanais de Smaçë.

## Démographie

### Évolution historique de la population dans la localité
| 1948 | 1953 | 1961 | 1971 | 1981 | 1991 | 2011 |
| ---- | ---- | ---- | ---- | ---- | ---- | ---- |
| 275  | 305  | 322  | 326  | 487  | 594  | 435  |

|  |